# Joseph Plesiak
Joseph Plesiak (né le 7 janvier 1917 à Gelsenkirchen en Allemagne et mort à Colmar le 26 septembre 1999), également connu sous le nom de Jozef Plesiak, est un joueur franco-polonais de football qui évoluait au poste de milieu de terrain et défenseur, avant de devenir ensuite entraîneur.

## Biographie

### Carrière de joueur
D'origine polonaise mais né en Allemagne, Plesiak grandit dans la ville de Mulhouse, où il se passionne très jeune pour le football, le pratiquant dans la rue avec son ami (et futur coéquipier aux Girondins de Bordeaux) Otto Barella. Les deux amis s'inscrivent alors au club de leur ville et remportent le titre de champions d'Alsace de la catégorie minime.
En 1937, Plesiak rejoint le FC Sochaux-Montbéliard avec qui il ne joue que très peu, avant de partir en 1940 pour les Girondins de Bordeaux. Il y remporte la coupe de France 1940-41, puis met une pause à sa carrière à cause de la seconde Guerre mondiale.
En 1944, il part pour la Bretagne et signe au Stade rennais pour une seule saison, avant de revenir dans sa ville au FC Mulhouse 1893.
Après un passage d'une saison au RC Strasbourg, il retourne à Mulhouse pour finir sa carrière. Il prend sa retraite de joueur en 1949.

## Palmarès
Girondins de Bordeaux
- Coupe de France (1) :
  - Vainqueur : 1940-41.